# Целулитис
Целулитис (лат. celulitis) је акутна бактеријска инфекција коже и поткожног ткива узрокована бактеријама, најчешће из рода стрептокока или стафилокока. Клиничку слику карактерише, бол, оток и брзо ширећи еритем и едем у оболелом делу тела, повишена телесна температура и у већини случајева оток регионалних лимфних чворова. Дијагноза се поставља на основу анамнезе, инспекције и палпације; микробиолошких и лабораторијских анализа. Уз правовремено и адекватно лечење антибиотицима прогноза целулитиса је добра.

## Епидемиологија
Према подацима из 2013. године на глобалном нивоу регистровано је 30.000 случајева целулитиса, што је повећање за више од 10% у односу на 1990. годину, када је регистровано 27.000.

## Етиологија
Болест најчешће узрокују β-хемолитичне стрептококе групе А (нпр. стрептококус пиогенес) и стафилококус ауреус. Стрептококе продукују ензими (стрептокиназа, ДНК-аза, хијалуронидаза) који разграђују ћелијске компоненте (које би у супротном задржале и ограничиле запаљење) што има за последицу дифузну инфекцију која се брзо шири. Стафилококни целулитис је у начелу боље локализован и најчешће се развија код отворене ране или апсцеса коже.
Ређи узрочници целулитиса су:
- Стрептококе групе Б (нпр. стрептококус агалакције) који се развија у старијих особа са шећерном болешћу.
- Грам-негативне клице (нпр. хемофилус инфлунце) у деце и псеудомонас аеругиноза у болесника са шећерном болешћу или неутропенијом, посетилаца бања и особа које воле вруће купке те хоспитализованих пацијената.
- Пастурела мултоцида може изазвати целулитис након угриза животиња нпр. код угриза мачке или код уједа паса.
- Аеромонас хидрофила могу изазвати имерзијске повреде у слаткој води, а вибрио вулнификус у топлој сланој води што последично може довести до појаве целулитиса.

## Предиспонирајући фактори
Мада често на месту уласка узрочника нема очигледног предиспонирајућег стања, као могући фактори ризика за појаву целулитиса наводе се:
- Болести коже, нпр. површне повреде, улцерације, гљивичне инфекције, поремећаји одбрамбених функција коже настали услед претходних кожних болести. Ови ризици су чешћи код болесника са хроничном венском инсуфицијенцијом или лимфедемом.
- Узрочници честих рецидивирајућиха целулитиса, као што су ожиљци након операције вене сафене, оперативни захвати на срцу и крвним судовима (посебно ако је особа инфицирана тинеом педис).

## Клиничка слика
Инфекција је најчешће локализована у пределу једне или обе ноге. Главни знаци болести су:
- локално црвенило и бол,
- чест лимфангитис и регионална лимфаденопатија.
- топла, црвена и едематозна кожа, чија површина често изгледа као кора наранџе, обично нејасних ивица, осим код еризипела (облика целулитиса са оштро назначеним ивицама).
- петехије, које су честе, док су велика подручја екхимозе ретка.
- везикуле и буле, које се не развијају увек. Оне могу да пукну, понекад уз некрозу захваћене коже.
- леукоцитоза, која је чест знак болести.

Целулитис може опонашати дубоку венску тромбозу, али се од ње диференцијално дијагностички разликовати по једној или више функција. 
Кожним променама након неколико сати могу претходити повишена температура, дрхтавица, тахикардија, главобоља, хипотензија и делиријум, али већина болесника је без ових симптома.  

## Дијагноза
Поставља се на основу анамнезе и физичког прегледа. Културе узрочника са коже и (када постоји) рана у начелу нису индиковане јер се у њима узрочник ретко може открити.
Хемокултуре су корисне код имунодефицијентних болесника са целулитисом, за откривање или искључивање бактериемије. Уколико не одговарају на емпиријско лечење, или се хемокултуром није успео изоловати узрочник, у имунодефицијентних болесника може бити неопходно гајење узрочника у култури захваћеног ткива.

## Терапија
Лечи се примарно заснива на антибиотицима. У већини се случајева лечење је емпиријско против стрептокока групе А и С и ауреуса. Код благих инфекција обично се примењује диклоксацилин (250 mg), цефалексин (500 mg  4 пута на дан), или левофлоксацин (250 mg 1 пута на дан због лакше употребе).
Код тежих инфекција примењује се оксацилин или нафцилин у дози од 1 g интравенски сваких 6 часова. Код болесника алергичних на пеницилин или оних код којих се сумња на инфекцију метицилин резистентним стафилококом ауреус лек избора је ванкомицин (1 g интравенски на сваких 12 часова). 
Од осталих мера примењује се:
- имобилизација и подизање захваћеног подручја, у циљу смањења отока;
- примена аналгетика за ублажавање болова
- хладни мокри облози, за смањење упале и болова

Код неутропеничног болесника целулитис се емпиријски лечи антипсеудомонасним антибиотицима (тобрамицин 1,5 mg/kg ИВ сваких 8 часова, пиперацилин 3 g ИВ на свака 4 часа), док се не добију резултати култура. 
Код инфекције са лат. P. multocida лек избора је пеницилин, против лат. A. hydrophila аминогликозиди (гентамицин) а за лечење инфекције са лат. V. Vulnificus предност се даје тетрациклинима.
Рецидиви целулитиса могу се спречити истовременим лечењем тинее педис, чиме се уништава извор бактерија које се налазе у упаљеном и мацерираном ткиву. Ако је такво лечење неуспешно или ако није индиковано, рецидивирајући целулитис се понекад може спречити применом бензатин пеницилина 1,2 милиона јединица у мишић једном месечно или пеницилина В или еритромицина 250 mg четири пута на дан.

## Компликације
Иако се болест брзо и успешно лечи, понекад се стварају локализовани апсцеси, које треба инцидирати и дренирати. Теже компликације (које су доста ретке) су тешка некротизирајући поткожна инфекција и бактеријемија са метастатским жариштима инфекције.
Рецидиви у захваћеном подручју су чести, и могу понекад бити праћени тешким оштећењем лимфних судова, хроничном лимфатичном опструкцијом и лимфедемом.

## Галерија
- Целулитис након абразије: Обратите пажњу на црвену пругу на руци због захватања лимфног система.
- Инфицирана лева потколенице
- Целулитис потколенице и стопала